# 1995 DD2
1995 DD2 är en asteroid i huvudbältet som upptäcktes den 23 februari 1995 av de båda japanska astronomerna Takeshi Urata och Yoshisada Shimizu vid Nachi-Katsuura-observatoriet.
Asteroiden har en diameter på ungefär 8 kilometer.